# Plateau
Plateau je jeden ze států Nigérie. Je dvanáctý největší a leží zhruba ve středu země. Jeho hlavním městem je Jos ležící v jeho severozápadním cípu.
Rozloha státu Plateau je 30 913 čtverečních kilometrů a v roce 2006 v něm žilo 3 178 712 lidí.
Hlavními odvětvími jsou zemědělství (pěstují se zde zejména brambory, podzemnice olejná, zelenina a jamy) a těžba (kasiterit, síran barnatý, kaolin, cín, drahokamy, křemen, živec).